# Boccaccios große Liebe
Boccaccios große Liebe (auch bekannt als Boccaccios Liebesnächte) ist ein in US-amerikanisch-britischer Co-Produktion entstandener Abenteuerfilm aus dem Jahr 1953 von Hugo Fregonese mit Joan Fontaine und Louis Jourdan in den Hauptrollen. Das Drehbuch basiert auf Teilen der Novellensammlung Decamerone des italienischen Dichters Giovanni Boccaccio (1313–1375). Den Verleih übernahm RKO Radio Pictures.

## Handlung
Mitte des 14. Jahrhunderts reitet Giovanni Boccaccio, der Autor von zotigen Geschichten, in Florenz ein, als die Armee des Herzogs von Lorenzo die Stadt belagert. Als Boccaccio, der auf der Suche nach Fiametta ist, einer schönen Adligen, in die er verliebt ist, von der vorbeikommenden Contessa de Firenze erfährt, dass sie und Fiametta in einer Landvilla leben, bittet er darum, dorthin gebracht zu werden. Die Gräfin lehnt ab und bemerkt, dass Fiametta ihn trotz ihrer kürzlichen Verwitwung immer noch abweist. Später sind Fiametta, die Gräfin und die anderen jungen Frauen, die in der Villa leben, überrascht, als Boccaccio an ihrer Tür auftaucht, nachdem er der Verhaftung in Florenz entkommen ist. Fiametta weist ihn zunächst ab, gibt aber nach, als er ihnen anbietet, ihnen Geschichten zu erzählen und verspricht, nicht zu flirten.
Beim Abendessen erzählt Boccaccio seine erste Geschichte. In einer spanischen Villa am Meer wird die schöne Bartolomea zunehmend frustriert von ihrem alten, reichen Ehemann Ricciardo, dessen Obsession mit der Astrologie jeden Aspekt ihres Lebens kontrolliert. Eines Tages wird Bartolomea während eines astrologisch vorteilhaften Angelausflugs von dem Piraten Paganino entführt, der ihren Wert anhand von Ricciardos Reichtum einschätzt. Nachdem er Ricciardo die Nachricht geschickt hat, er solle in drei Wochen mit 50.000 Gulden Lösegeld nach Mallorca kommen, segelt Paganino mit Bartolomea los. Während der Reise rettet Paganino Bartolomea vor zwei lüsternen Matrosen und begeistert sie dann mit einem leidenschaftlichen Kuss. Kurz nach der Ankunft auf Mallorca trifft Paganino, der das Lösegeld mit dem korrupten Gouverneur der Insel teilen wollte, auf Ricciardo. Als Ricciardo sich weigert, Bartolomeas Rückkehr zu bezahlen und Paganinos Verhaftung fordert, lacht ihn der Gouverneur aus. Bartolomea, die sich in Paganino verliebt hat, bestreitet daraufhin, mit Ricciardo verheiratet zu sein und fragt ihn zum Beweis im Dunkeln nach der Farbe ihrer Augen. Als Ricciardo nicht antworten kann, verhaftet ihn der Gouverneur als Betrüger. Später schwört Paganino, die Piraterie aufzugeben und Bartolomeas treuer Ehemann zu werden. Zurück am Esstisch tut Fiametti Boccaccios Geschichte als unmoralisch ab, aber die anderen Frauen sind begeistert und verlangen mehr.
Dreißig Geschichten und ebenso viele Tage später schimpft Fiametta mit Boccaccio, weil er nur Geschichten erzählt, die die Tugend verspotten. Sie besteht darauf, eine eigene zu erzählen. Nachdem er mit dem wohlhabenden Bernabo um 5.000 Gulden gewettet hat, dass er Bernabos junge Frau Ginerva verführen und ihm innerhalb eines Monats einen unwiderlegbaren Beweis seiner Tat liefern kann, macht sich der verwegene Guilio auf den Weg zu Ginervas Haus. Zwei Wochen lang weist Ginerva ihn ab, und in seiner Verzweiflung besticht Guilio ihre Zofe Nerina, damit sie ihn eines Nachts in ihr Schlafzimmer lässt. Während Ginerva schläft, schneidet Guilio ihr eine Haarlocke ab und stiehlt eine Halskette mit Bernabos Porträt. Als Guilio später seine Beweise vorlegt, weigert sich Bernabo, ihm zu glauben, bis Guilio ein Muttermal auf Ginervas Schulter beschreibt. Wütend heuert Bernabo zwei Männer an, um Ginerva zu ermorden, doch Ginervas Gelassenheit angesichts des Todes verunsichert die Mörder so sehr, dass sie die Tat nicht durchführen können. Stattdessen beschmieren sie Ginervas Kleider mit Blut und schicken sie halbnackt aus dem Haus. Kurz darauf stiehlt Ginerva die Kleider eines Matrosen und gibt sich als Seemann aus. Während einer Reise erregen Ginerva und ihr sprechender Papagei die Aufmerksamkeit eines Sultans, der sie beide kauft. Später, als sie noch immer als Mann verkleidet ist, bemerkt Ginerva Bernabos Medaillon an einem Marktstand und überredet den Besitzer Guilio, ihr zu erzählen, wie er daran gekommen ist. Guilio gibt zu, dass Bernabo, nachdem er Ginerva töten ließ, ein gebrochener Mann geworden ist und nun für ihn arbeitet. Ginerva schleicht sich davon, bevor Bernabo sie entdeckt, arrangiert aber ein Abendessen für die beiden Männer im Palast des Sultans. Während ihres Besuchs bedient eine verkleidete Ginerva Bernabo und Guilio und trifft sich dann heimlich in weiblicher Kleidung mit Guilio. Nachdem Guilio wiederholt behauptet, Ginerva nicht zu kennen, geben sich Bernabo und der Sultan zu erkennen, die ihr Gespräch belauscht haben. Guilio wird als lügender Schurke entlarvt und Bernabo trifft sich wieder mit einer verzeihenden Ginerva.
Fiametta beendet stolz ihre Geschichte, doch Boccaccio ist unbeeindruckt und beginnt eine neue: Der gutaussehende Playboy Don Bertrando, der vom spanischen Hof geschickt wurde, um einen Arzt für den kranken König zu holen, kommt im Haus von Isabella de Marco an. Bertrando ist überrascht, als Isabella erklärt, sie sei die gesuchte Ärztin, und begleitet sie nur sehr widerwillig. Unterwegs besiegt Bertrando zwei Straßenräuber, die sie ausrauben wollen. Isabella ist von seiner Tapferkeit sehr beeindruckt. Im Palast heilt Isabella den König, der ihr daraufhin jeden Wunsch erfüllt. Zum Schock des Hofes verlangt Isabella, dass Bertrando sie heiratet. Nach der Zeremonie verlässt Bertrando Isabella jedoch und erklärt, dass er erst mit ihr zusammenleben werde, wenn sie seinen Ehering erhält und ihm ein Kind gebiert. Später geht eine entschlossene Isabella zu einem Gasthaus, wo Bertrando angeblich die Tochter des Gastwirts, Maria, verführt hat. Dort bezahlt Isabella die Wirtin, Signora Bucca, damit sie Bertrando eine Nachricht schickt, in der sie ihn bittet, noch am selben Abend in Marias Zimmer zu kommen. Als Bertrando zum Stelldichein kommt, ist Marias Zimmer dunkel und er schläft unabsichtlich mit Isabella. Am nächsten Morgen verlässt Isabella das Gasthaus mit Bertrandos Ring und neun Monate später, nachdem ihr Sohn geboren ist, lässt sie Bertrando rufen. Zunächst bestreitet Bertrando, dass das Kind von ihm ist, und erklärt, Isabella sei zu kalt und nüchtern, um ihn getäuscht zu haben. Nachdem Isabella ihm jedoch einen leidenschaftlichen Kuss gibt, erkennt Bertrando die Wahrheit und umarmt seine Frau glücklich.
Erneut kritisiert Fiametta Boccaccios Geschichte, obwohl er darin eine treue Ehefrau vorstellt. Boccaccio hat die Nase voll und erklärt, dass er gehen wird, ändert aber bald seine Meinung und stürmt in Fiamettas Schlafzimmer, um sie zu küssen. Angesichts von Boccaccios Leidenschaft gibt Fiametta schließlich nach und erwidert den Kuss.

## Hintergrund
Gedreht wurde der Film ab dem 5. Mai 1952.
Neben Decamerone schrieb Giovanni Boccaccio den Roman Elegia de Madonna Fiammetta, ein Prosawerk, das von Boccaccios gescheiterter Romanze mit Maria d’Aquino inspiriert wurde, einer neapolitanischen Aristokratin, auf der Joan Fontaines Charakter basiert. Fontaines Rollenname wird im Abspann „Fiametta“ geschrieben.
Dem Vorspann des Films gehen Szenen voraus, die Louis Jourdan als „Boccaccio“ zeigt, wie er mitten in einer Belagerung in Florenz einreitet. Über die Szene wurde folgende schriftliche Einleitung gelegt: „Im 14. Jahrhundert wurde Italien von Söldnerarmeen überrannt und es kam ständig zu lokalen Kriegen. Diese Geschichte erzählt, wie Giovanni Boccaccio, ein Erzähler von obszönen Geschichten, von der Frau, die er liebt, überzeugt wurde, dass die Tugend über das Böse triumphiert. Die Bürger von Florenz fliehen, während die Stadt von einer Söldnerarmee belagert wird. Nur Boccaccio wagt es, die Stadt auf der Suche nach der Frau, die er liebt, zu betreten.“ Im Abspann werden die ersten fünf Schauspieler mit Rollennamen aufgeführt, gefolgt von einer Liste von Nebendarstellern, die nicht im Vorspann enthalten sind.
Peter Ustinov sollte zusammen mit Louis Jourdan in dem Film auftreten und arbeitete Berichten zufolge an „späten Entwürfen“ des Drehbuchs. Ustinovs Beitrag zum endgültigen Drehbuch, falls überhaupt, ist nicht bekannt. Der Großteil des Films wurde in Spanien gedreht, unter anderem in Madrid, Sevilla, Mallorca, Granada, Segovia und Ávila. Gedreht wurde auch in Florenz in Italien. Innenaufnahmen wurden in den Gate-Studios im englischen Elstree gedreht. Der amerikanische Produzent M. J. Frankovich, der mit Binnie Barnes verheiratet war, engagierte für die Arbeit an dem Film eine multinationale Crew.
Im Mai 1958 verklagten Frankovich und Amerit Film RKO auf 425.000 Dollar (2024: ca. 4,625 Millionen Dollar) mit der Begründung, das Studio habe sich nicht nach besten Kräften bemüht, den Film zu vertreiben. Der Ausgang der Klage ist unbekannt.
Tom Morahan war für das Szenenbild zuständig, Phyllis Dalton assistierte beim Kostümbild. Arthur Ibbetson arbeitete als Kameraführer.

## Synchronisation
| Rolle                                            | Schauspieler   | Synchronsprecher |
| ------------------------------------------------ | -------------- | ---------------- |
| Fiametta/Bartolomea/Ginevra/Isabella de Marco    | Joan Fontaine  | Eleonore Noelle  |
| Giovanni Boccaccio/Paganino/Giulio/Don Bertrando | Louis Jourdan  | Paul Edwin Roth  |
| Ricciardo/Bernabo                                | Godfrey Tearle | Eduard Wandrey   |
| Sultan                                           | Meinhart Maur  | Clemens Hasse    |
| Vater Francisco                                  | Noel Purcell   | Paul Wagner      |

## Veröffentlichung
Die Premiere des Films fand am 13. Januar 1953 in London statt, die US-Premiere am 14. Oktober 1953 in Los Angeles. In der Bundesrepublik Deutschland kam er am 1. Januar 1954 in die Kinos, in Österreich Oktober 1955.

## Kritiken
Bosley Crowther von der The New York Times bescheinigte, dass die Produzenten es zumindest gewagt haben, sich in Bereiche vorzuwagen, die andere Filmemacher nicht zu betreten wagten. Sie haben drei Geschichten aus den Werken Boccaccios, des mittelalterlichen italienischen Höflings und Erfinders von obszönen Geschichten, genommen und versucht, einen Film zu drehen, der die heiklen Themen der ehelichen Unzufriedenheit und Indiskretion aus dem großartigen „Decameron“ vage aufgreift. Aber wenn man den Produzenten dieses Films dieses kleine Lob einmal gezollt habe, könne man dem Film, den sie gemacht haben, kaum etwas anderes abgewinnen. Denn dieses große, in Technicolor gehaltene Panorama, sei eine zahme und im Allgemeinen geistlose Spielerei mit dem Material der Ungezogenheit, der die Vitalität und die scharfzüngigen Kommentare der Originale völlig fehle.
In seinem 1993 veröffentlichten Buch The Early Film Criticism of François Truffaut zitiert Dixon Wheeler Truffauts Kritik. Truffaut schrieb, der Film sei in hübschem Technicolor und unterhaltsam für jene Zuschauer, die sich diesen Film ansehen, ohne allzu hohe Erwartungen an eine gewissenhafte Illustration ihres Boccaccio zu haben.
Das Lexikon des internationalen Films schrieb: „Harmloses, unterhaltsames Kostümabenteuer.“